# 豊崎光一
豊崎 光一（とよさき こういち、1935年12月20日 - 1989年6月12日）は、日本のフランス文学者、翻訳家。

## 人物・来歴
1935年（昭和10年）12月20日、東京府東京市（現在の東京都）に生まれる。
1959年（昭和34年）、学習院大学仏文科卒、1960年（昭和35年）から3年間、パリ大学に留学する。
福永武彦門下のボードレール研究者として早くから頭角をあらわした。ル・クレジオのデビュー作『調書』の翻訳以降、現代フランス文学・思想の紹介を精力的に行い、クロソフスキー、ブランショ、フーコー、デリダなどの訳書で知られる。ジル・ドゥルーズおよびフェリックス・ガタリの『リゾーム』の日本語訳は、『千のプラトー』の一部を抜粋して作られた原書の忠実な翻訳に、ほぼ同量の訳者のお遊びをそれと分かるように紛れ込ませたものである。
1966年（昭和41年）、学習院大学大学院博士課程中退と同時に母校に専任講師として迎えられ、1969年（昭和44年）助教授（現在の准教授）、1975年（昭和50年）教授に就任する。1989年（平成元年）6月12日、在職中に急逝した。 満53歳没。ロートレアモン伯爵の全体的な訳書『ロートレアモン伯爵イジドール・デュカス全集』 は、没後の同年9月に刊行された。
妻は歌人で、現在守中高明の妻である守中章子。

## 著書
- 『余白とその余白 または幹のない接木』 (小沢書店） 1974　エパーヴ叢書
- 『砂の顔』  (小沢書店） 1975　エバーヴ叢書
- 『他者と(しての)忘却 メタフォール メタモルフォーズ』  (筑摩書房） 1986
- 『文手箱』 (書肆風の薔薇） 1986
- 『ファミリー・ロマンス - テクスト・コンテクスト・プレ(-)テクスト』 (小沢書店） 1988
- 『クロニック』 (書肆風の薔薇） 1989
- 『ホロニック』（書肆風の薔薇） 1989

## 翻訳
- 『小説の変貌』（R・M・アルベレース、紀伊国屋書店 現代文芸評論叢書） 1968
- 『わが隣人サド』（ピエール・クロソウスキー、晶文社） 1969
- 『通底器』（アンドレ・ブルトン、人文書院、アンドレ・ブルトン集成1） 1970
- 『最後の人 / 期待忘却』（モーリス・ブランショ、白水社） 1971
- 『ディアーナの水浴』（ピエール・クロソウスキー、宮川淳共訳、美術出版社） 1974
- 『カトリーヌ・クラシャの冒険』（ピエール・ジャン・ジューヴ、河出書房新社） 1975
- 『リゾーム…序』（ドゥルーズ＝ガタリ、『エピステーメー』臨時増刊号） 1977、のち朝日出版社 1987
- 『彼自身によるロートレアモン』（マルスラン・プレネ、白水社） 1979
- 『ミシェル・フーコー 想いに映るまま』（モーリス・ブランショ、哲学書房） 1986
- 『ロートレアモン伯爵イジドール・デュカス全集』全1巻（白水社） 1989
- 『方位なき方位 底なき井戸』（ヴィクトール・セガレン共著編、書肆山田） 1990
- 『ルサンブランス』（ピエール・クロソウスキー、清水正共訳、ペヨトル工房） 1992

### ル・クレジオ
- 『調書』（ル・クレジオ、新潮社） 1966
- 『愛する大地』（ル・クレジオ、新潮社） 1969
- 『物質的恍惚』（ル・クレジオ、新潮社） 1970
- 『戦争』（ル・クレジオ、新潮社） 1972
- 『来るべきロートレアモン』（ル・クレジオ、朝日出版社） 1980
- 『海を見たことがなかった少年 モンドほか子どもたちの物語』（ル・クレジオ、佐藤領時共訳、集英社） 1988、のち集英社文庫 1995
- 『ロンドその他の三面記事』（ル・クレジオ、佐藤領時共訳、白水社） 1991

### ミシェル・フーコー
- 『レーモン・ルーセル』（ミシェル・フーコー、法政大学出版局） 1975
- 『外の思考 ブランショ・バタイユ・クロソウスキー』（フーコー、朝日出版社） 1978
- 『これはパイプではない』（ミシェル・フーコー、清水正共訳、哲学書房） 1986

## 追悼文集
- 『沈黙の向こう側 豊崎光一追悼集』（豊崎令子監修、岩嵜誠, 佐久間和男, 中村裕, 平山規子編、春風社） 2013